# Apiocera maritima
Apiocera maritima är en tvåvingeart som beskrevs av Hardy 1933. Apiocera maritima ingår i släktet Apiocera och familjen Apioceridae. Inga underarter finns listade i Catalogue of Life.